# Landkreis Döbeln
Landkreis Döbeln is een voormalig Landkreis in de Duitse deelstaat Saksen. Het had een oppervlakte van 424,68 km² en een inwoneraantal van 70.533 (31 december 2007).

## Geschiedenis
Bij de herindeling van Saksen in 2008 is het samen met de voormalige Landkreisen  Freiberg en Mittweida opgegaan in het nieuwe Landkreis Mittelsachsen.

## Steden en gemeenten
De volgende steden en gemeenten lagen in het Landkreis (stand 31-12-2007):
| Steden                                                       | Gemeenten |
| ------------------------------------------------------------ | --- |
| 1. Döbeln (stad) 2. Hartha 3. Leisnig 4. Roßwein 5. Waldheim | 1. Bockelwitz 2. Ebersbach 3. Großweitzschen 4. Mochau 5. Niederstriegis 6. Ostrau 7. Ziegra-Knobelsdorf 8. Zschaitz-Ottewig |